# 旬阳路
旬阳路是位于中華人民共和國上海市普陀區石泉路街道的一條南北走向沥青路面道路，它南起石泉路，北至华池路接管弄路，全长417米，宽11至13米，其中车行道宽7米。
道路原本是一條名為「赵浦」的河流沿岸的泥土路。1958年兴建旬阳新村时重修道路，並命名為洵陽路。路名來自陝西省洵陽县。後來由於洵陽县更名為旬陽縣，所以1964年道路同步改名为旬阳路。